# Phurewat Aunthong
Phurewat Aunthong (thailändisch ภูรีวัฒน์ อุ่นทอง; * 6. Juli 1993), auch als Off bekannt, ist ein thailändischer Fußballspieler.

## Karriere
Phurewat Aunthong spielte für Muangthong United, Phuket FC, Nakhon Nayok FC, Customs United FC, Samut Songkhram FC, Thonburi United FC und den Krabi FC. Bis Ende 2019 stand er beim Pathumthani University FC unter Vertrag. Der Verein aus Ayutthaya spielte in der vierten Liga, der Thai League 4. Hier trat der Klub in der Bangkok Metropolitan Region an. Die Saison 2020/21 spielte er beim Zweitligisten Nongbua Pitchaya FC sowie dem Drittligisten Udon United FC. Mit Udon feierte er am Ende die Meisterschaft der North/Eastern Region. In den Spielen zur zweiten Liga konnte man sich nicht durchsetzen. Zu Beginn der Saison 2021/22 wechselte er zum Zweitligisten Lampang FC. Sein Zweitligadebüt für den Verein aus Lampang gab Phurewat Aunthong am 3. Oktober 2021 (6. Spieltag) im Auswärtsspiel gegen den Udon Thani FC. Hier stand er in der Startelf und wurde nach der Halbzeitpause gegen Chawin Thirawatsri ausgewechselt. Am Ende der Saison belegte er mit Lampang den vierten Tabellenplatz. In den Aufstiegsspielen zur ersten Liga konnte man sich durchsetzen. Nach dem Aufstieg verließ er Lampang und schloss sich dem Drittligisten Udon United FC an. Mit dem Klub aus Udon Thani spielte er sechsmal in der North/Eastern Region der Liga. Im Dezember 2022 wechselte er wieder in die zweite Liga, wo er sich dem Suphanburi FC anschloss. Für den Verein aus Suphanburi bestritt er zwölf Zweitligaspiele. Nach der Saison wurde sein Vertrag im Sommer 2023 nicht verlängert. Zu Beginn der Saison 2023/24 schloss er sich im Sommer 2023 dem in der North/Eastern Region spielenden Drittligisten Mahasarakham FC an. Für den Verein aus Maha Sarakham bestritt er acht Ligaspiele. Hierbei schoss er ein Tor. Ende Dezember 2023 verließ er den Verein und schloss sich in Bangkok dem Zweitligisten Kasetsart FC an. Nach acht Ligaspielen unterschrieb er im August 2024 einen Vertrag beim Zweitligaabsteiger TOKO Customs United FC. Mit dem Verein aus Samut Prakan spielte er elfmal in der Eastern Region der dritten Liga. Nach der Hinrunde wechselte er im Januar 2025 zum Zweitligisten Chainat Hornbill FC.